# Sklejka

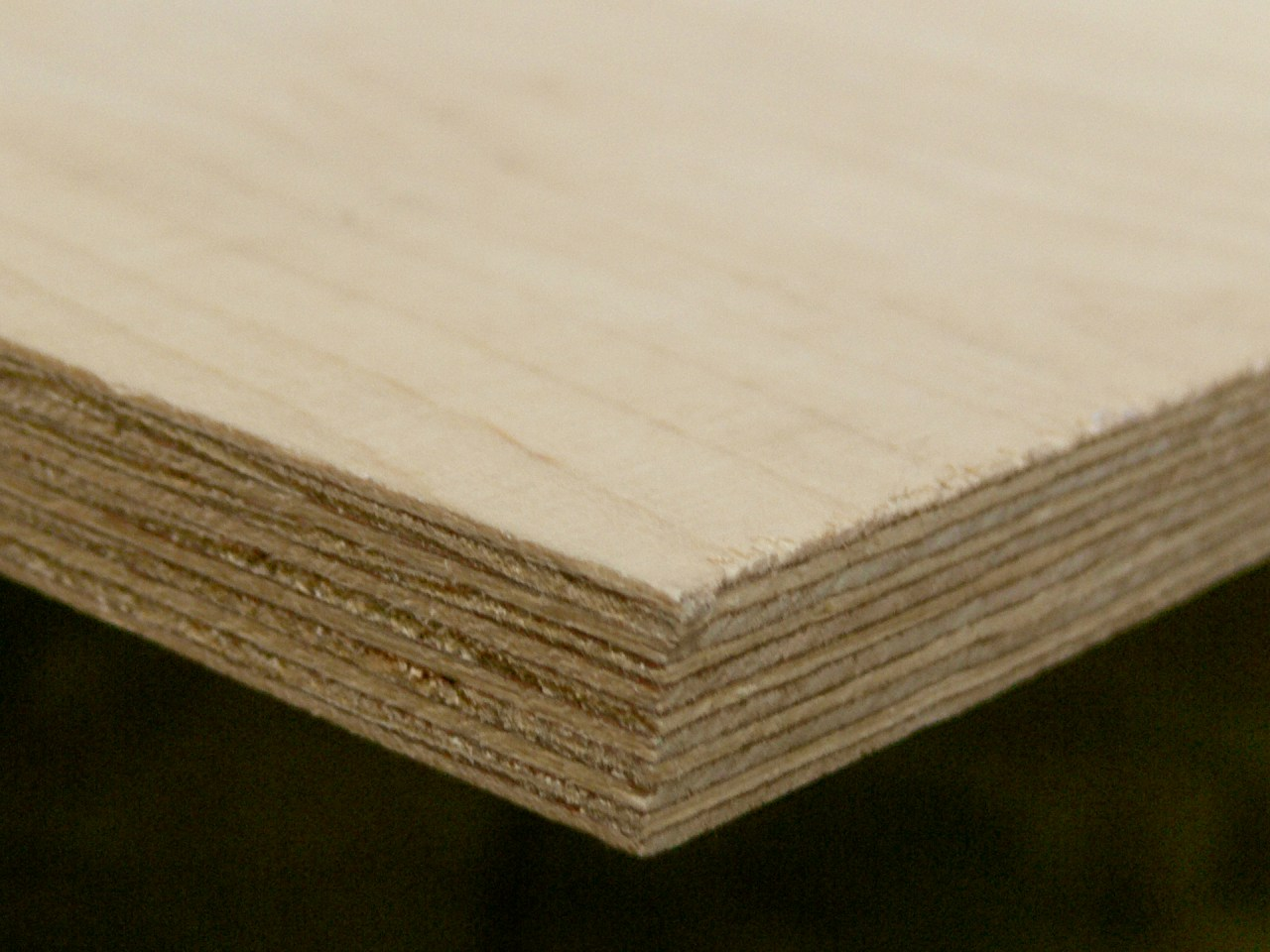
Sklejka o grubości 15 mm

Sklejka (potocznie dykta, z niem. Dickte) – materiał kompozytowy sklejony z krzyżujących się cienkich warstw drewna (obłogów). Zwykle składa się z nieparzystej ich liczby. Sklejki wytwarza się z różnych gatunków drewna, najczęściej z brzozy, olchy, sosny, rzadziej z buku lub z drzew egzotycznych. Wewnętrzne warstwy sklejki często są z innego, tańszego gatunku niż zewnętrzne.
Ze względu na rodzaj zastosowanego w produkcji kleju wyróżnia się sklejki suchotrwałe i wodoodporne (wodoodporność odnosi się do kleju, a nie całego tworzywa, które jako produkt drewniany nie jest odporny na wodę).
Sklejka daje się względnie łatwo modelować (wyginać) na gorąco, co pozwala na wytwarzanie kształtów przydatnych np. w meblarstwie. Dzięki temu sklejka jest używana powszechnie do produkcji mebli domowych i biurowych, a także w budownictwie, do produkcji opakowań i w szkutnictwie.
Sklejka lotnicza różni się od zwykłej lepszą jakością, dokładnością wykonania i wytrzymałością. Zawsze jest klejona klejem wodoodpornym i prawie zawsze wytwarzana jest z brzozy. O precyzji wykonania sklejki lotniczej świadczy fakt, że najcieńsza sklejka tego typu ma grubość 0,4 mm i sklejona jest z trzech warstw drewna. Obecnie w lotnictwie w bardzo ograniczonym zakresie wykorzystuje się sklejkę – praktycznie tylko na elementy drugorzędne lub do remontu starych szybowców. Niewielkie jej ilości używane są przez modelarzy.
W czasie II wojny światowej z drewna – głównie ze sklejki – produkowany był brytyjski samolot myśliwsko-bombowy De Havilland Mosquito.

## Proces powstawania sklejki

Proces powstawania sklejki

- obróbka hydrotermiczna drewna (kilka do kilkunastu godzin w wodzie lub parze wodnej o temperaturze ok. 50 °C)
- korowanie i oczyszczanie z łyka
- przecinanie kłód drewna na wymiar dostosowany do gabarytów łuszczarki
- skrawanie nożem łuszczarki z obracających się kloców drewna taśm forniru
- łączenie taśm forniru w płaty odpowiadające wymiarom sklejki
- suszenie płatów
- naprawianie wad (sęki i pęknięcia) przez wycięcie wadliwego fragmentu i wklejenie w to miejsce kawałka forniru bez wad
- klimatyzacja
- nanoszenie kleju
- formowanie zestawu sklejki
- sprasowywanie
- obrzynanie i ewentualnie szlifowanie
- klasyfikacja